# 잃어버린 대의

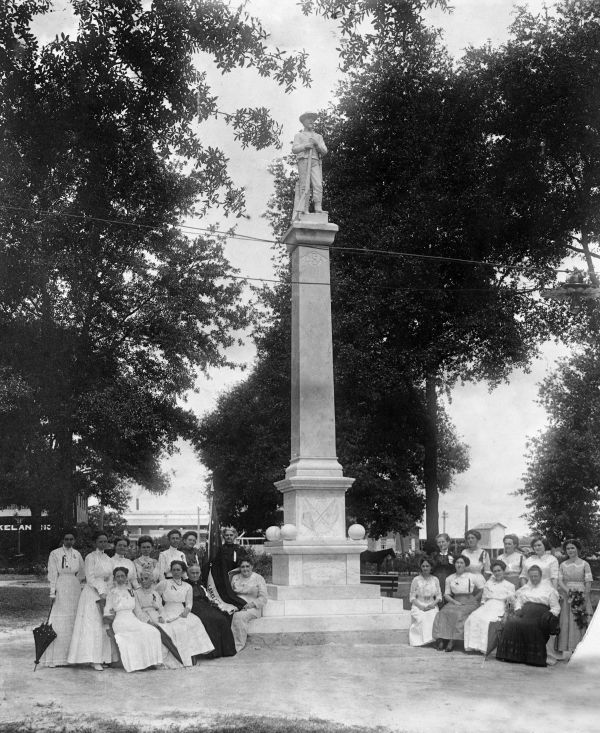
1915년 플로리다주 레이크랜드에 세워진 맹방 기념물 주위에 모인 맹방의 딸들.

잃어버린 대의(Lost Cause)란 미국의 사이비역사적, 이념으로서, 미국 내전 기간 중 아메리카 연합국(이하 남부맹방)의 대의가 정당하고 영웅적이었다는 믿음을 옹호하는 것이다. 이 이념은 미국의 노예제가 정당하고 도덕적이었다는 관념으로 진화했으며, 남부의 짐 크로우 시대에 인종주의와 인종주의적 권력구조를 영속시키는 데 사용되었다. 이 이념은 전전 남부의 가치라고 여겨지는 것들을 옹호하며, 미국 내전을 북부의 침략(Northren aggression)에 맞서 남부의 생활(way of life) 또는 주권(州權)을 지키기 위한 것이었다고 주장한다. 동시에 잃어버린 대의론에서는 미국 내전의 빌드업과 발발에 있어서 노예제와 백인우월주의의 책임을 축소하거나 아예 부정한다.
잃어버린 대의론은 여러 차례의 물결로서 일어났는데, 가장 강한 물결이자 최초의 물결은 제1차 세계대전기에 일어났다. 이 시기에 마지막 맹방 참전자들이 죽어나가기 시작했기 때문에, 그들의 기억을 보존하자는 움직임이 강했다. 두 번째 물결은 1950년대-1960년대의 흑인민권운동에 대한 반동으로서 일어났다. 각종 맹방기념물을 세우고 역사교과서를 쓰면서 잃어버린 대의론은 남부 백인 미래세대가 남부가 내전을 일으킨 "진짜(true)" 이유를 배우고 그에 따라 백인우월주의 정책(짐 크로우 법 등)을 계속 지지하게 만들고자 했다. 그렇기 때문에 백인우월주의는 잃어버린 대의론 서사의 분리될 수 없는 중심 요소이다.
잃어버린 대의론에서는 맹방의 대의가 고귀했다고 묘사하는 동시에, 맹방 지도자들과 남군을 구식 기사도의 모범이라고 묘사한다. 그리고 남군이 군사적 재능과 용기에 있어서 더 뛰어났지만 북군이 인해전술과 산업력으로 밀어붙여 승리했다고 주장한다. 또한 잃어버린 대의론의 옹호자들은 내전 이후 재건시대를 북부 정치꾼들과 북부 출신 투기꾼(카펫배거)들이 몰려와 남부를 경제적으로 착취하고 정치권력을 획득하려 벌인 책동이라고 비난한다. 또한 잃어버린 대의론은 가족적 가치와 기사도 전통의 보존을 강조함에 따라, 남부 백인 가정의 성역할을 정의하는 데도 큰 역할을 했다. 남부의 종교적 태도 역시 여기에 크게 영향받았다.